# Lac aux dames
Lac aux dames is een Franse film van Marc Allégret die werd uitgebracht in 1934. 
Het scenario is gebaseerd op de roman Hell in Frauensee (1927) van Vicki Baum.
Dankzij deze film behaalden hoofdrolspelers Simone Simon en Jean-Pierre Aumont hun eerste persoonlijk succes.

## Verhaal
Eric Heller is een jonge ingenieur uit Wenen die zonder werk zit. Hij heeft een vakantiejob aangenomen als zweminstructeur van een zwembad in een schilderachtige toeristische trekpleister aan het Bodenmeer. Dankzij zijn charmes scoort hij er erg goed bij het vrouwelijk publiek. Hij valt eveneens in de smaak van Puck, een schalkse en spontane jonge vrouw die aan de overkant van het meer woont en die hem gered heeft van de verdrinkingsdood toen hij het meer probeerde over te zwemmen. 
Zelf is hij verliefd op Danny en de gevoelens zijn wederzijds. Eric wordt echter afgewezen door haar vader, een rijke industrieel die in hem geen geschikte partij voor zijn dochter ziet. Eric is de wanhoop nabij. Wanneer Puck hem opbiecht dat haar gevoelens voor hem verder gaan dan alleen maar diepe vriendschap wijst Eric haar af. Puck verdwijnt.  

## Rolverdeling
| Acteur             | Personage                           |
| ------------------ | ----------------------------------- |
| Jean-Pierre Aumont | Eric Heller, de zweminstructeur     |
| Rosine Deréan      | Danny Lyssenhop                     |
| Simone Simon       | Puck                                |
| Michel Simon       | Oscar Lyssenhop, de vader van Danny |
| Illa Meery         | Anika                               |
| Odette Joyeux      | Carla Lyssenhop                     |
| Vladimir Sokoloff  | baron Dobbersberg                   |
| Paul Asselin       | Brindel                             |
| Romain Bouquet     | de herbergier                       |